# Bobrek
Bobrek es un pueblo de Polonia, en Mazovia. Se encuentra en el distrito (Gmina) de Stromiec, perteneciente al condado (Powiat) de Białobrzegi. Se encuentra aproximadamente a 5 km al suroeste de Stromiec, a 9 km al sureste de Białobrzegi, y a 68 km  al sur de Varsovia. Su población es de 254 habitantes.
Entre 1975 y 1998 perteneció al voivodato de Radom.